# Baneh
Baneh (in curdo Bane‎; farsi بانه) è una città dell'altopiano del Kurdistan nell'Iran occidentale, capoluogo dello shahrestān di Baneh, circoscrizione Centrale, nella Provincia del Kurdistan. Aveva, nel 2006, 69.635 abitanti. La popolazione è di etnia curda e parla il dialetto sorani. Si trova nella parte più occidentale della provincia.